# ماتسيا

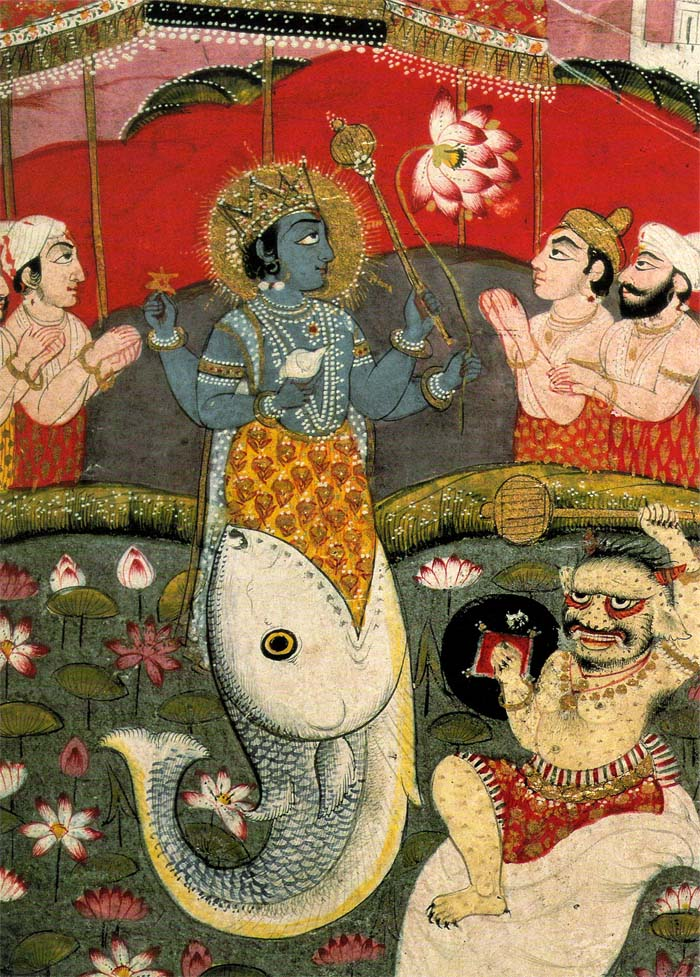
الاله ماتسيا

هو الإله ماتسيا (بالسنسكريتية: मत्स्य) وتعني سمكة، وهو التجسد الأول أو الأفتار الأول لفيشنو. وبحسب المعتقدات الهندوسية إنه حينما تغرق الأرض يتجسد الإله فيشنو بماتيسا، وينقذ جد البشر مانو والبشر المطيعين للهندوسية من الغرق ومحاولة سيطرة الشياطين على الأرض.

## الوصف
في كتاب الفيدا المقدس للهندوس يتحدث عن مواصفات الإله ماتيسا؛ جزء منه إنسان وجزء منه سمكة وله أربعة أذرع وشكله كشكل حوريات البحر.